# Tefé
Tefé est une ville brésilienne du Centre de l'État de l'Amazonas. Elle se situe à l'embouchure du Lac Tefé (et du rio Tefé) dans le rio Solimões.

## Géographie
La population de Tefé était de 54 980 habitants au recensement de 2007. La municipalité s'étend sur 23 704 km2.         Tefé est situé à environ 525 km par avion ou 595 km par rivière à l'ouest de Manaus sur la rive sud du Rio Solimões (la haute Amazonie), sur le lac formé par l'embouchure du fleuve Tefé. La grande ville la plus proche est Coari, à 192 km au sud-est de Tefé.  Il n'y a pas de routes vers Tefé et le seul accès se fait par bateau fluvial ou avion.  La municipalité contient 33,85 % de la réserve extractive de Catuá-Ipixuna de 217 486 hectares, établie en 2003 en tant que première réserve extractive de l'État d'Amazonas.

## Économie
Tefé possède un aéroport (code AITA : TFF) et un port fluvial, mais n'est pas significativement reliée au reste du Brésil par la route.